# Her Loss
| Recensione | Giudizio |
| ---------- | -------- |
| AllMusic   |          |

Her Loss è un album in studio collaborativo del rapper americano-canadese Drake e del rapper britannico 21 Savage, pubblicato il 4 novembre 2022 dalla OVO, Republic, Slaughter Gang ed Epic.

## Accoglienza
L'album ha ricevuto giudizi misti da parte della critica. Sul sito Metacritic, che assegna un punteggio normalizzato su 100 tramite le recensioni di critici influenti, Her Loss ha ottenuto 62 punti su 11 recensioni positive, punteggio indicante «recensioni prevalentemente favorevoli».

## Tracce
1. Rich Flex – 3:59 (Aubrey Graham, Shéyaa Abraham-Joseph, Anderson Hernandez, Brytavious Chambers, Michael Mulé, Isaac De Boni, Jahmal Gwin, Megan Pete, Anthony White, Bobby Session Jr., Clifford Harris Jr., Aldrin Davis, Gladys Hayes, Charles Bernstein)
2. Major Distribution – 2:50 (Aubrey Graham, Shéyaa Abraham-Joseph, Miles McCollum, Edgar Ferrera, Tyshane Thompson, Elijah Fox-Peck)
3. On BS – 4:21 (Aubrey Graham, Shéyaa Abraham-Joseph, Ozan Yildirim, Elias Sticken, Simon Gebrelul)
4. BackOutsideBoyz (performed by Drake) – 2:32 (Aubrey Graham, Rio Leyva, Dylan Cleary-Krell, Danny Snodgrass Jr., Miles McCollum)
5. Privileged Rappers – 2:40 (Aubrey Graham, Shéyaa Abraham-Joseph, Noah Shebib, Ronald Isley, O'Kelly Isley Jr., Rudolph Isley, Ernie Isley, Marvin Isley, Isaac Bynum, Chris Jasper, Miles McCollum)
6. Spin Bout U – 3:34 (Aubrey Graham, Shéyaa Abraham-Joseph, Marquell Jones, Noah Shebib, Tenaia Sanders, Dwayne Armstrong)
7. Hours in Silence – 6:39 (Aubrey Graham, Shéyaa Abraham-Joseph, Nyan Lieberthal, Cole McEvoy-Morie, Noel Cadastre, Ashanti Guerrero, Noah Shebib, Paul Beauregard)
8. Treacherous Twins – 3:00 (Aubrey Graham, Shéyaa Abraham-Joseph, Matthew Samuels, Elgin Lumpkin, Timothy Mosley, Melvin Barcliff, Thom Bell, Noel Cadastre, Linda Creed, Ozan Yildirim)
9. Circo Loco – 3:56 (Aubrey Graham, Shéyaa Abraham-Joseph, Matthew Samuels, Brytavious Chambers, Noah Shebib, Miles McCollum, Thomas Bangalter, Guy-Manuel de Homem-Christo, Anthony Moore)
10. Pussy & Millions (featuring Travis Scott) – 4:02 (Aubrey Graham, Shéyaa Abraham-Joseph, Jacques Webster II, Darryl McCorkell, Kevin Price, Julius Rivera III, Timothy McKibbins, Miles McCollum, Irvin Whitlow, Josiah Muhammad, Morris Jones)
11. Broke Boys – 3:45 (Aubrey Graham, Shéyaa Abraham-Joseph, Wesley Glass, Brytavious Chambers, Abraham Herrera, Rafael Brown)
12. Middle of the Ocean (performed by Drake) – 5:56 (Nik Frascona, Tim Friedrich, Louis Leibfried, Cameron Giles, Joseph Jones II, LaRon James, Darryl Pittman, Kenneth Gamble, Leon Huff, Aubrey Graham, Noel Cadastre, Ozan Yildirim)
13. Jumbotron Shit Poppin (performed by Drake) – 2:17 (Aubrey Graham, Richard Ortiz, Kevin Gomringer, Tim Gomringer, Miles McCollum, Jordan Ortiz, Jeremiah Raisen, Noah Shebib, Simon Gaudes, Daniele Gagliardi, Dilara Sincer)
14. More M's – 3:41 (Aubrey Graham, Shéyaa Abraham-Joseph, Leland Wayne, David Ruoff, Elias Klughammer)
15. 3AM on Glenwood (performed by 21 Savage) – 2:58 (Peter Iskander, Shéyaa Abraham-Joseph, Ozan Yildirim, Noah Shebib)
16. I Guess It's Fuck Me (performed by Drake) – 4:23 (Aubrey Graham, Shiv Barot, Patrick Rosario, Douglas Ford)

## Formazione
- Drake – voce (tracce 1–14, 16)
- 21 Savage – voce (1–3, 5–11, 14, 15)
- Birdman – voce (1)
- Young Nudy – voce (1)
- Tay Keith – batteria (1, 9)
- Vinylz – batteria (1, 9)
- Elijah Fox – voce (2)
- Big Bank – voce (3)
- Lil Yachty – voce (4), cori (13)
- Noah Shebib – tastiera (5)
- Noel Cadastre – batteria, tastiera (8)
- Oz – batteria (8)
- Dougie F – cori (16)

## Classifiche

### Classifiche settimanali
| Classifica (2022) | Posizione massima |
| ----------------- | ----------------- |
| Australia         | 2                 |
| Austria           | 2                 |
| Belgio (Fiandre)  | 4                 |
| Belgio (Vallonia) | 6                 |
| Canada            | 1                 |
| Danimarca         | 1                 |
| Finlandia         | 3                 |
| Francia           | 10                |
| Germania          | 6                 |
| Irlanda           | 2                 |
| Islanda           | 1                 |
| Italia            | 3                 |
| Lituania          | 1                 |
| Norvegia          | 1                 |
| Nuova Zelanda     | 2                 |
| Paesi Bassi       | 2                 |
| Regno Unito       | 1                 |
| Repubblica Ceca   | 5                 |
| Slovacchia        | 2                 |
| Spagna            | 6                 |
| Stati Uniti       | 1                 |
| Svezia            | 2                 |
| Svizzera          | 1                 |

### Classifiche di fine anno
| Classifica (2022) | Posizione |
| ----------------- | --------- |
| Australia         | 87        |
| Austria           | 60        |
| Belgio (Fiandre)  | 109       |
| Islanda           | 53        |
| Lituania          | 70        |
| Nuova Zelanda     | 45        |
| Paesi Bassi       | 58        |
| Regno Unito       | 69        |
| Svizzera          | 45        |
| Classifica (2023) | Posizione |
| Canada            | 4         |
| Islanda           | 46        |
| Stati Uniti       | 4         |